# Élections législatives de 1986 dans la Haute-Loire
Les élections législatives françaises de 1986 ont lieu le 16 mars 1986. Dans le département de la Haute-Loire, deux députés sont à élire dans le cadre d'un scrutin proportionnel par liste départementale à un seul tour.

## Élus
| Député élu     |  | Parti     |
| -------------- |  | --------- |
| Jacques Barrot |  | UDF (CDS) |
| Jean Proriol   |  | UDF (PR)  |

## Listes en présence

### Mouvement pour un parti des travailleurs
| N° | Candidats            | Parti | Parti | Principales fonctions                      |
| -- | -------------------- | ----- | ----- | ------------------------------------------ |
| 01 | André Cavaillès      |       | MPPT  | Retraité Ducellier                         |
| 02 | Roland Thonnat       |       | MPPT  | Instituteur à Retournac                    |
|    |                      |       |       |                                            |
| 03 | Paulette Malartre    |       | MPPT  | Professeure au lycée agricole d'Yssingeaux |
| 04 | Jean-Claudius Pouzol |       | MPPT  | Agriculteur à Saint-Paulien                |

### Parti communiste français
| N° | Candidats         | Parti | Parti | Principales fonctions                                     |
| -- | ----------------- | ----- | ----- | --------------------------------------------------------- |
| 01 | Gérard Gravier    |       | PCF   | Employé de la Sécurité Sociale au Puy                     |
| 02 | René Raffier      |       | PCF   | Secrétaire départemental du Parti communiste              |
|    |                   |       |       |                                                           |
| 03 | Paulette Rullière |       | PCF   | Conseillère municipale de Pont-Salomon, agent hospitalier |
| 04 | Pierre Mercier    |       | PCF   | Chômeur                                                   |

### Parti socialiste
| N° | Candidats         | Parti | Parti | Principales fonctions                                                       |
| -- | ----------------- | ----- | ----- | --------------------------------------------------------------------------- |
| 01 | Daniel Fournier   |       | PS    | Économiste, directeur de cabinet de Maurice Pourchon                        |
| 02 | Gabriel Gay       |       | PS    | Conseiller général du Canton d'Auzon et maire de Sainte-Florine, professeur |
|    |                   |       |       |                                                                             |
| 03 | Gérard Fraquier   |       | PS    | Conseiller municipal du Puy, prospecteur placier                            |
| 04 | Jean-Pierre Dupuy |       | PS    | Conseiller municipal d'Yssingeaux, professeur                               |

### Opposition (UDF-RPR)
| N° | Candidats      | Parti | Parti   | Principales fonctions |
| -- | -------------- | ----- | ------- | --- |
| 01 | Jacques Barrot |       | UDF-CDS | Député sortant, conseiller général du Canton d'Yssingeaux, président du conseil général et adjoint au maire d'Yssingeaux, avocat  |
| 02 | Jean Proriol   |       | UDF-PR  | Député sortant, conseiller général du Canton de Monistrol-sur-Loire, vice-président du conseil général et maire de Beauzac, cadre |
|    |                |       |         | |
| 03 | Guy Vissac     |       | RPR     | Conseiller général du Canton de Langeac, vice-président du conseil général et maire de Langeac                                    |
| 04 | Raymond Jean   |       | UDF-CDS | Maire de Polignac, technicien |

### Divers droite
| N° | Candidats        | Parti | Parti | Principales fonctions |
| -- | ---------------- | ----- | ----- | --------------------- |
| 01 | Alain Vulliermet |       | DVD   | Chirurgien            |
| 02 | Bernard Vincent  |       | DVD   | Architecte            |
|    |                  |       |       |                       |
| 03 | Daniel Aurand    |       | DVD   | Exploitant agricole   |
| 04 | Suzanne Bonche   |       | DVD   | Chef d'entreprise     |

### Front national
| N° | Candidats           | Parti | Parti | Principales fonctions |
| -- | ------------------- | ----- | ----- | --------------------- |
| 01 | Pierre-Jean Roudier |       | FN    | Courtier              |
| 02 | Catherine Escoffet  |       | FN    | Mère de famille       |
|    |                     |       |       |                       |
| 03 | Jean Dumas          |       | FN    | Ouvrier               |
| 04 | Christian Visconte  |       | FN    | Garagiste             |

## Résultats

### Résultats à l'échelle du département
| Liste Parti politique | Liste Parti politique                                                                                                   | Tête de liste       | Tour unique | Tour unique | Sièges |
| Liste Parti politique | Liste Parti politique                                                                                                   | Tête de liste       | Voix        | %           | Sièges |
| --------------------- | --- | ------------------- | ----------- | ----------- | ------ |
|                       | Liste unie de l'opposition nationale « Union Action 43 » Union pour la démocratie française (RPR)                       | Jacques Barrot      | 69 590      | 57,22       | 2      |
|                       | Pour une majorité de progrès avec le président de la République Parti socialiste                                        | Daniel Fournier     | 31 809      | 26,15       | 0      |
|                       | Liste de Rassemblement national présentée par le Front national Front national                                          | Pierre-Jean Roudier | 9 112       | 7,49        | 0      |
|                       | Liste du Parti communiste français Parti communiste français                                                            | Gérard Gravier      | 5 726       | 4,71        | 0      |
|                       | Haute-Loire demain Divers droite                                                                                        | Alain Vulliermet    | 4 364       | 3,59        | 0      |
|                       | Liste du Mouvement pour un parti des travailleurs Haute-Loire Extrême gauche (Mouvement pour un parti des travailleurs) | André Cavaillès     | 1 024       | 0,84        | 0      |
|                       | |                     |             |             |        |
| Inscrits              | Inscrits | Inscrits            | 156 211     | 100,00      | 2      |
| Abstentions           | Abstentions | Abstentions         | 29 730      | 19,03       |        |
| Votants               | Votants | Votants             | 126 481     | 80,97       |        |
| Blancs et nuls        | Blancs et nuls | Blancs et nuls      | 4 856       | 3,84        |        |
| Exprimés              | Exprimés | Exprimés            | 121 625     | 96,16       |        |